# ヴィクトリアマイル

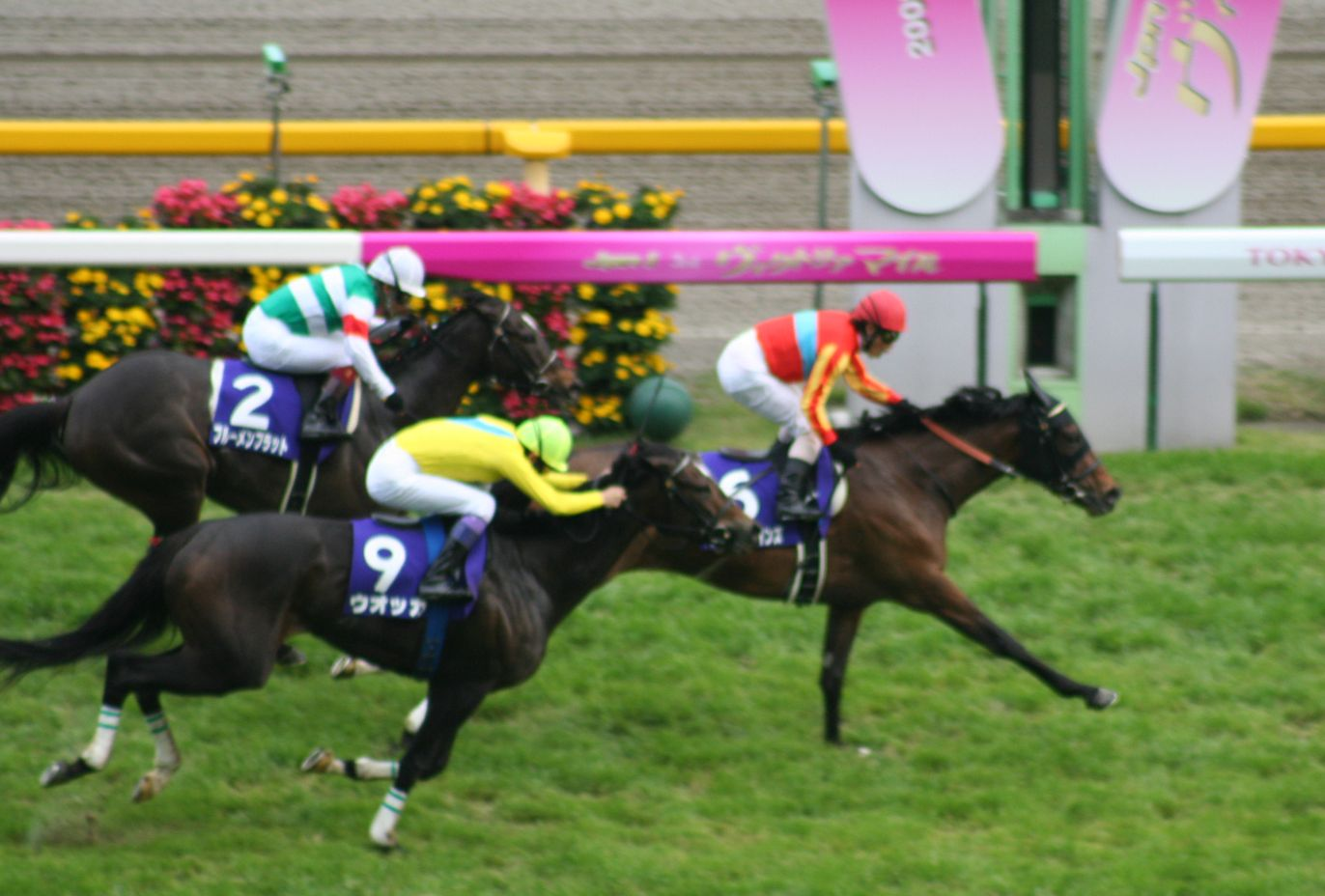
第3回ヴィクトリアマイル（2008年5月18日 エイジアンウインズ優勝）

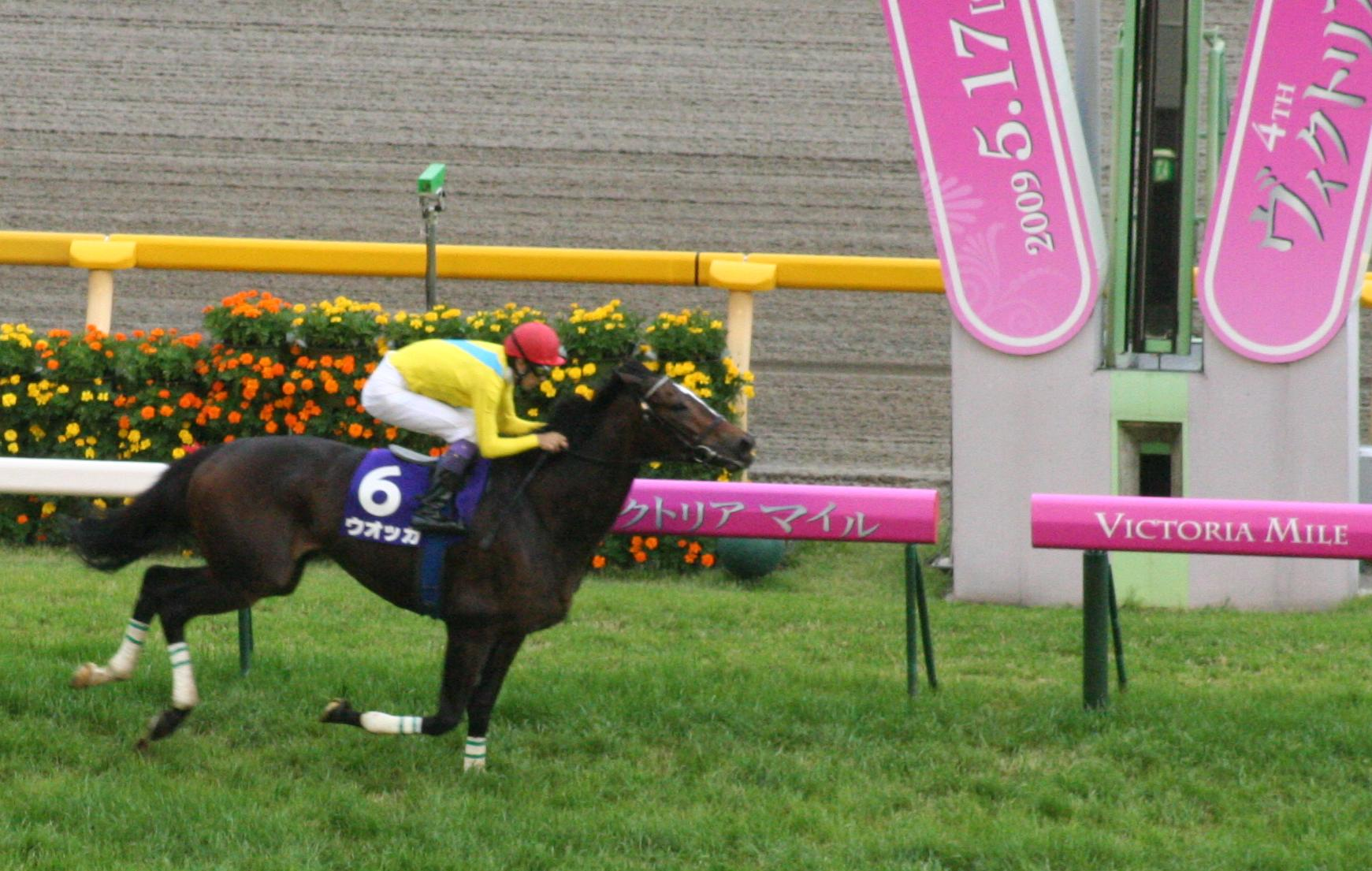
第4回ヴィクトリアマイル（2009年5月17日 ウオッカ優勝）

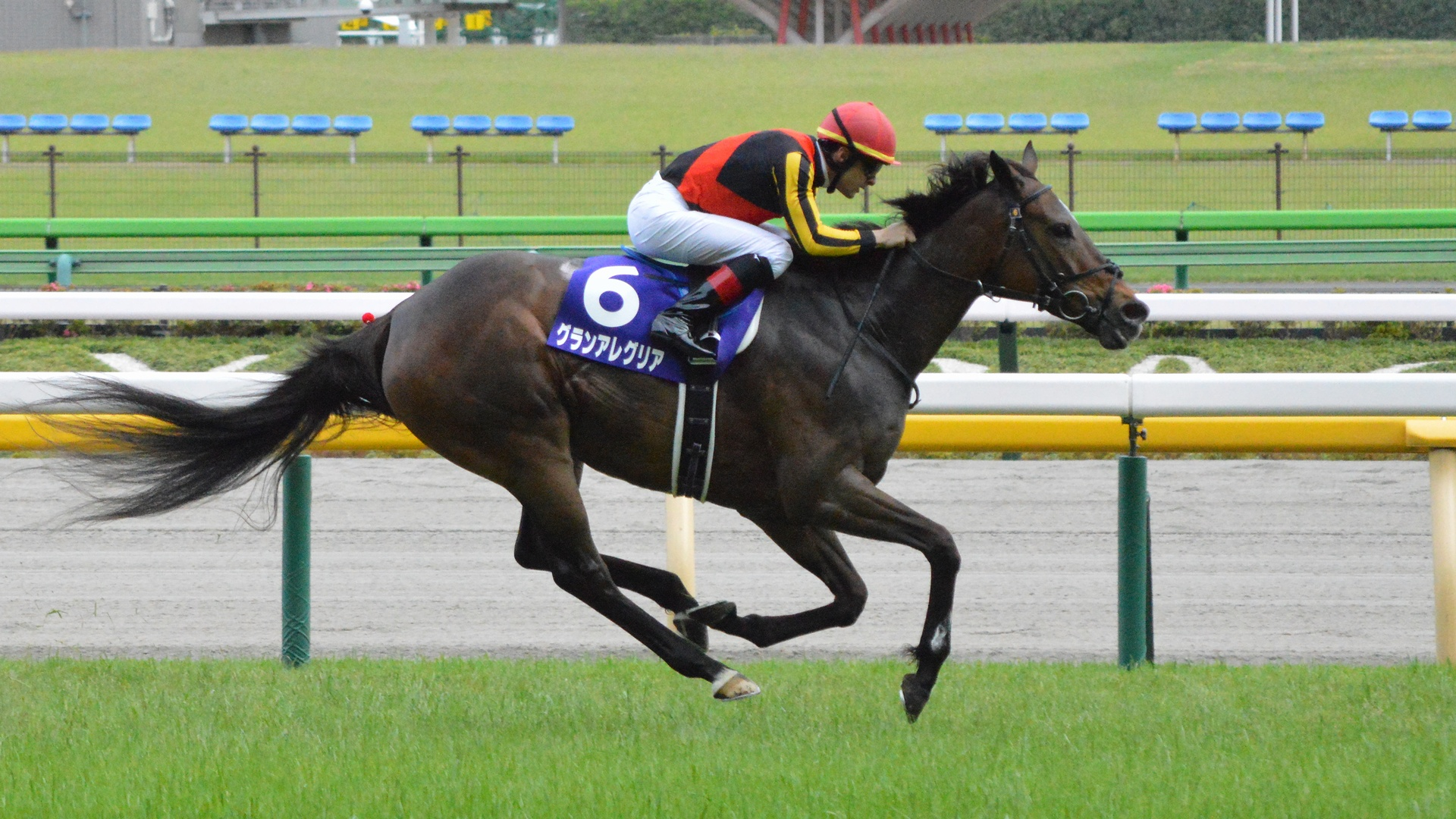
第16回ヴィクトリアマイル（2021年5月16日 グランアレグリア優勝）

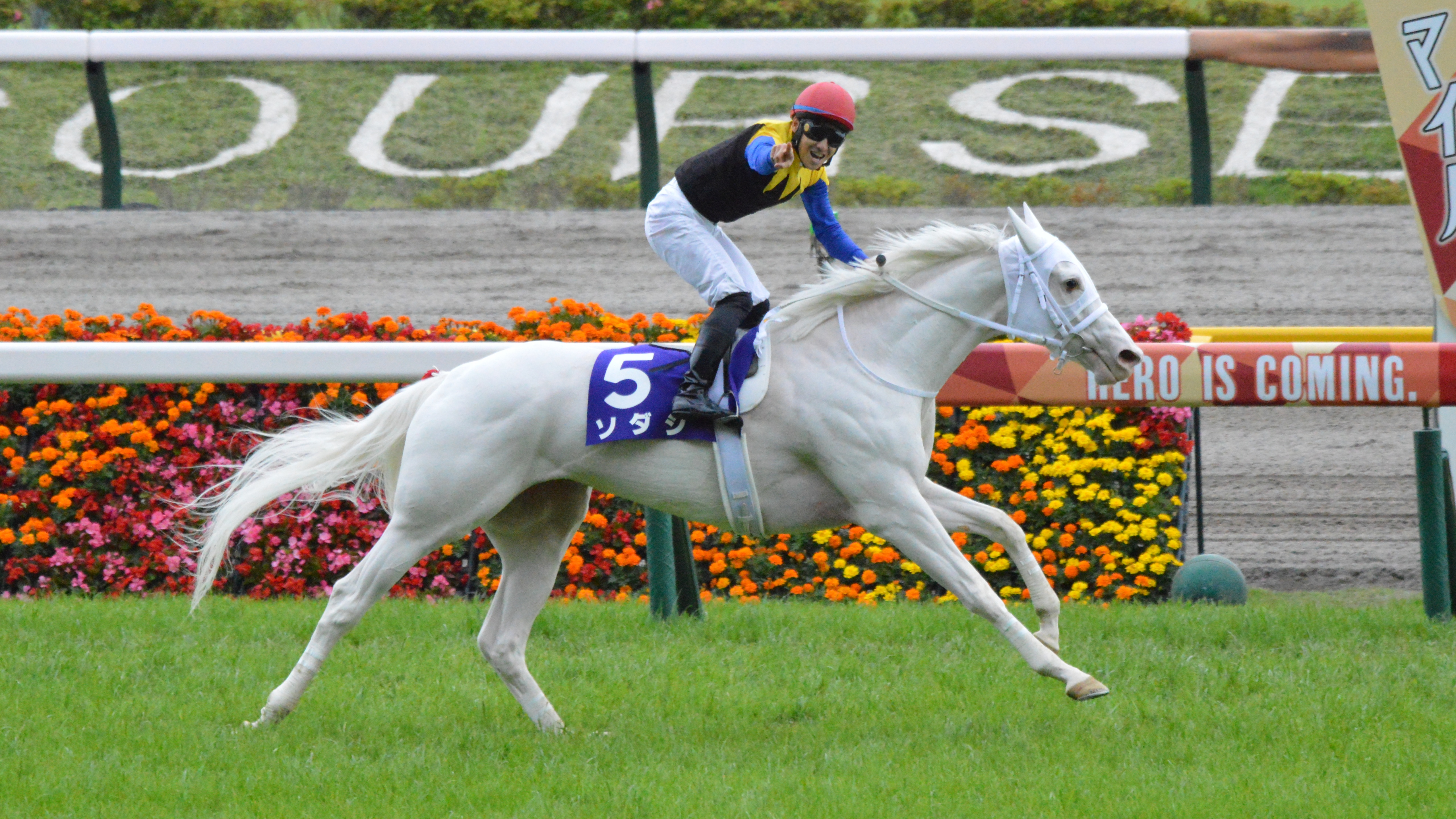
第17回ヴィクトリアマイル(2022年5月15日 ソダシ優勝)

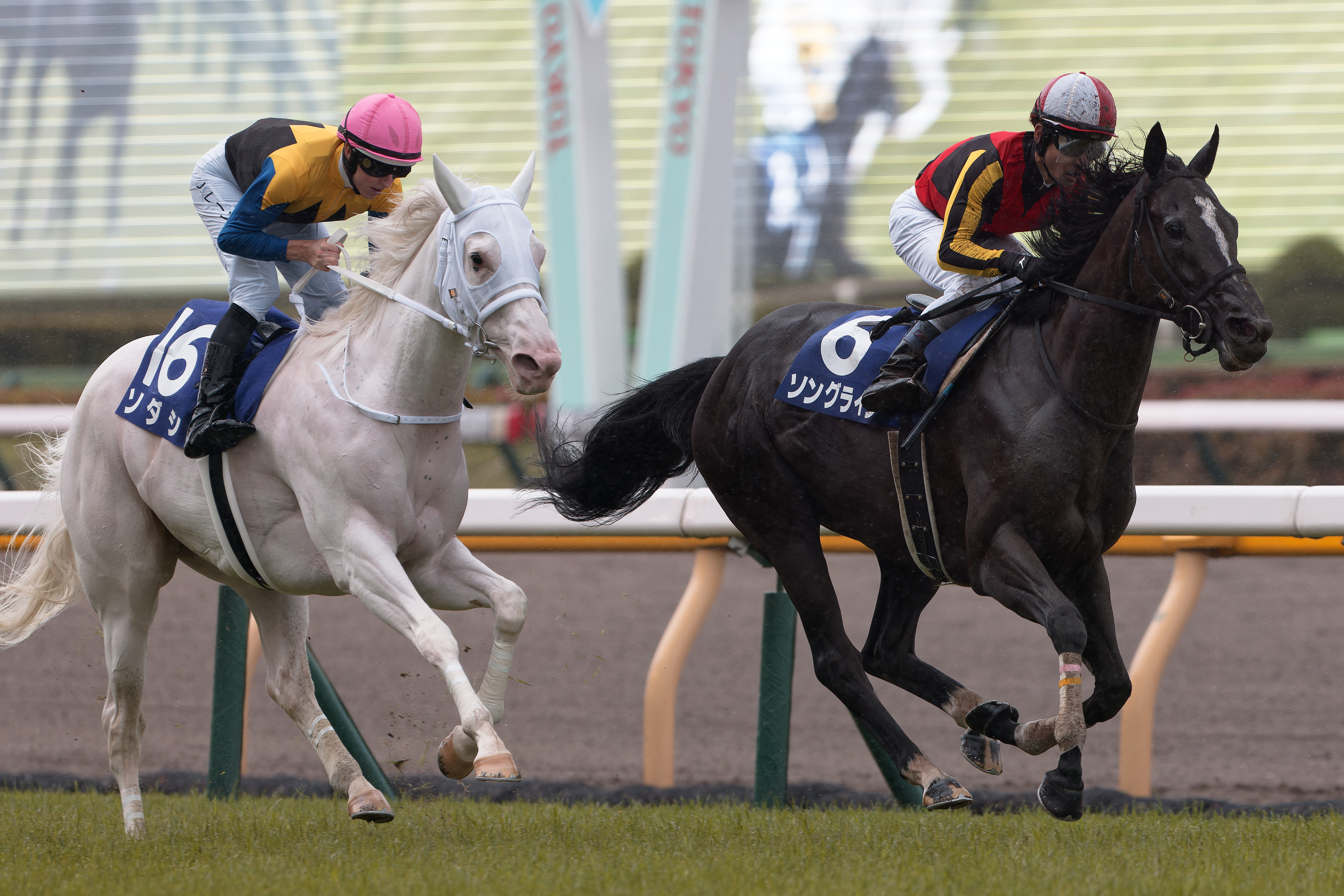
第18回ヴィクトリアマイル(2023年5月14日 ソングライン優勝)

ヴィクトリアマイルは、日本中央競馬会（JRA）が東京競馬場で施行する中央競馬の春の4歳以上の牝馬マイル重賞競走（GI）である。
競走名の「ヴィクトリア（Victoria）」は、ローマ神話に登場する勝利の女神。
正賞は日本馬主協会連合会会長賞、ブリーダーズカップ・チャレンジ賞。

## 概要
競走馬生産の原点である牝馬は従来、早期に引退させて生産界へ戻すべきと考えられており、古馬牝馬にとって目標となる競走も長らく設けられていなかった。その後1996年にエリザベス女王杯が条件変更され、4歳（現3歳）以上牝馬のGI競走として行われるようになってからは、牝馬重賞競走の増設やローテーションの整備など競馬番組の充実が図られるようになり、競走馬として長く活躍する牝馬が多くなった。一方、こうして長く現役として活躍した牝馬からも優秀な産駒が誕生するようになったことにより生産界の考え方にも変化が生じてきたほか、ヨーロッパでも競走馬としての牝馬の価値を重視する傾向が強まってきた。こうした流れの中、2006年に4歳以上牝馬による春季のチャンピオン決定戦として本競走が新設された。なお、本競走の創設に関してJRA内では「内国産競走馬のレベル向上のため、強豪牝馬は早く引退して繁殖牝馬になるべき。レースに出ては故障してしまう」という反対意見もあった。
創設時より国際競走として外国馬が出走可能で、ステップ競走で所定の成績を収めた地方競馬所属馬も出走が可能となっている。
2017年より、本競走の1 - 3着馬には当該年に行われるジャック・ル・マロワ賞（G1）への優先出走権が付与されることになった。2018年より安田記念とともにデスティナシオンフランスの名称でジャック・ル・マロワ賞と提携。2021年よりムーラン・ド・ロンシャン賞（G1）も対象競走に追加され、上位3頭に優先出走権が付与される。
2020年からブリーダーズカップ・チャレンジの対象競走に指定され、優勝馬には当該年のブリーダーズカップ・フィリー&メアターフへの優先出走権と出走登録料・輸送費用の一部負担の特権が付与される。

### 競走条件
以下の内容は、2025年現在のもの。
出走資格：サラ系4歳以上牝馬
- JRA所属馬
- 地方競馬所属馬（後述）
- 外国調教馬（優先出走）

負担重量：定量（56kg）
出馬投票を行った馬のうち、優先出走権（次節参照）をもつ馬から優先して割り当て、その他の馬は「通算収得賞金」+「過去1年間の収得賞金」+「過去2年間のGI・JpnI競走の収得賞金」の総計が多い順に出走できる。

### 優先出走権
外国調教馬、およびレーティング順位の上位5頭（2012年より。106ポンド以上であることが条件）は優先出走できる。
JRA所属馬は同年に行われる下表の競走のいずれかで1着の成績を収めた馬に優先出走権が与えられる。
地方競馬所属馬は同年に行われる下表の競走のいずれかで2着以内の成績を収めた馬に、優先出走権が与えられる。
| 競走名             | 格   | 競馬場     | 距離    |
| ------------------ | ---- | ---------- | ------- |
| 阪神牝馬ステークス | GII  | 阪神競馬場 | 芝1600m |
| 福島牝馬ステークス | GIII | 福島競馬場 | 芝1800m |

上記のほか、高松宮記念及び大阪杯で2着以内の成績を収めた地方競馬所属馬は本競走か安田記念のいずれか1競走に優先出走できる。また、指定された外国の国際G1競走（2歳G1競走は除く）、および地方競馬で行われるダート交流GI・JpnI競走（2歳GI・JpnI競走は除く）を優勝した地方競馬所属馬には本競走の出走資格が与えられる。

### 賞金
2025年の1着賞金は1億3000万円で、以下2着5200万円、3着3300万円、4着2000万円、5着1300万円。

## 歴史

### 年表
- 2006年 - 4歳以上牝馬によるGI[注 1]競走として創設[6]。
- 2007年 - 日本のパートI国昇格に伴い、格付表記をJpnIに変更[注 2]。
- 2009年
  - 外国調教馬の出走枠が9頭に拡大[14]。
  - 格付表記をGI（国際格付）に変更[14]。
- 2012年 - 出走馬選定方法が変わり、レーティング上位5頭に優先出走を認める[15]。
- 2014年 - トライアル制を確立し、指定された競走の1着馬に優先出走を認める。
- 2015年 - 3着に18頭立て中最下位人気のミナレットが入り、3連単の払戻金が当時歴代2位（現在歴代5位）、重賞レース歴代1位の2070万5810円の超高額配当となる。
- 2020年 
  - 「ブリーダーズカップ・チャレンジ」指定競走となる。
  - 新型コロナウイルス感染症 (COVID-19) の感染拡大防止のため「無観客競馬」として実施[16]。

## 歴代優勝馬
| 回数   | JRA 格付 | 国際 格付 | 施行日        | 競馬場 | 距離  | 優勝馬             | 性齢 | タイム | 優勝騎手   | 管理調教師 | 馬主                           | 単勝オッズ | 単勝人気 | 1着本賞金   |
| ------ | -------- | --------- | ------------- | ------ | ----- | ------------------ | ---- | ------ | ---------- | ---------- | ------------------------------ | ---------- | -------- | ----------- |
| 第1回  | GI       | 無        | 2006年5月14日 | 東京   | 1600m | ダンスインザムード | 牝5  | 1:34.0 | 北村宏司   | 藤沢和雄   | （有）社台レースホース         | 3.9        | 2        | 9000万円    |
| 第2回  | JpnI     | L         | 2007年5月13日 | 東京   | 1600m | コイウタ           | 牝4  | 1:32.5 | 松岡正海   | 奥平雅士   | （有）前川企画                 | 60.3       | 12       | 9000万円    |
| 第3回  | JpnI     | L         | 2008年5月18日 | 東京   | 1600m | エイジアンウインズ | 牝4  | 1:33.7 | 藤田伸二   | 藤原英昭   | 太田美實                       | 13.4       | 5        | 9000万円    |
| 第4回  | GI       | GI        | 2009年5月17日 | 東京   | 1600m | ウオッカ           | 牝5  | 1:32.4 | 武豊       | 角居勝彦   | 谷水雄三                       | 1.7        | 1        | 9000万円    |
| 第5回  | GI       | GI        | 2010年5月16日 | 東京   | 1600m | ブエナビスタ       | 牝4  | 1:32.4 | 横山典弘   | 松田博資   | （有）サンデーレーシング       | 1.5        | 1        | 9000万円    |
| 第6回  | GI       | GI        | 2011年5月15日 | 東京   | 1600m | アパパネ           | 牝4  | 1:31.9 | 蛯名正義   | 国枝栄     | 金子真人ホールディングス（株） | 4.1        | 2        | 9000万円    |
| 第7回  | GI       | GI        | 2012年5月13日 | 東京   | 1600m | ホエールキャプチャ | 牝4  | 1:32.4 | 横山典弘   | 田中清隆   | 嶋田賢                         | 7.2        | 4        | 9000万円    |
| 第8回  | GI       | GI        | 2013年5月12日 | 東京   | 1600m | ヴィルシーナ       | 牝4  | 1:32.4 | 内田博幸   | 友道康夫   | 佐々木主浩                     | 3.1        | 1        | 9000万円    |
| 第9回  | GI       | GI        | 2014年5月18日 | 東京   | 1600m | ヴィルシーナ       | 牝5  | 1:32.3 | 内田博幸   | 友道康夫   | 佐々木主浩                     | 28.3       | 11       | 9000万円    |
| 第10回 | GI       | GI        | 2015年5月17日 | 東京   | 1600m | ストレイトガール   | 牝6  | 1:31.9 | 戸崎圭太   | 藤原英昭   | 廣崎利洋                       | 14.1       | 5        | 9000万円    |
| 第11回 | GI       | GI        | 2016年5月15日 | 東京   | 1600m | ストレイトガール   | 牝7  | 1:31.5 | 戸崎圭太   | 藤原英昭   | 廣崎利洋HD（株）               | 17.7       | 7        | 9300万円    |
| 第12回 | GI       | GI        | 2017年5月14日 | 東京   | 1600m | アドマイヤリード   | 牝4  | 1:33.9 | C.ルメール | 須貝尚介   | 近藤利一                       | 13.5       | 6        | 9300万円    |
| 第13回 | GI       | GI        | 2018年5月13日 | 東京   | 1600m | ジュールポレール   | 牝5  | 1:32.3 | 幸英明     | 西園正都   | （株）G1レーシング             | 19.4       | 8        | 1億500万円  |
| 第14回 | GI       | GI        | 2019年5月12日 | 東京   | 1600m | ノームコア         | 牝4  | 1:30.5 | D.レーン   | 萩原清     | 池谷誠一                       | 9.4        | 5        | 1億500万円  |
| 第15回 | GI       | GI        | 2020年5月17日 | 東京   | 1600m | アーモンドアイ     | 牝5  | 1:30.6 | C.ルメール | 国枝栄     | （有）シルクレーシング         | 1.4        | 1        | 1億500万円  |
| 第16回 | GI       | GI        | 2021年5月16日 | 東京   | 1600m | グランアレグリア   | 牝5  | 1:31.0 | C.ルメール | 藤沢和雄   | （有）サンデーレーシング       | 1.3        | 1        | 1億500万円  |
| 第17回 | GI       | GI        | 2022年5月15日 | 東京   | 1600m | ソダシ             | 牝4  | 1:32.2 | 吉田隼人   | 須貝尚介   | 金子真人ホールディングス（株） | 5.7        | 4        | 1億3000万円 |
| 第18回 | GI       | GI        | 2023年5月14日 | 東京   | 1600m | ソングライン       | 牝5  | 1:32.2 | 戸崎圭太   | 林徹       | （有）サンデーレーシング       | 7.6        | 4        | 1億3000万円 |
| 第19回 | GI       | GI        | 2024年5月12日 | 東京   | 1600m | テンハッピーローズ | 牝6  | 1:31.8 | 津村明秀   | 高柳大輔   | 天白泰司                       | 208.6      | 14       | 1億3000万円 |
| 第20回 | GI       | GI        | 2025年5月18日 | 東京   | 1600m | アスコリピチェーノ | 牝4  | 1:32.1 | C.ルメール | 黒岩陽一   | （有）サンデーレーシング       | 2.5        | 1        | 1億3000万円 |

## ヴィクトリアマイルの記録

### レース記録
- レースレコード - 1分30秒5（第14回優勝馬ノームコア）[18]なお、このタイムは東京競馬場芝1600m（3歳以上）のコースレコードでもある[19]。
  - 優勝タイム最遅記録 - 1:34.0（第1回優勝馬ダンスインザムード）[20]
- 勝利馬の最高馬体重 - 498kg
  - グランアレグリア（第16回）[21]。
- 最年長優勝馬 - 7歳
  - ストレイトガール（第11回）
- 最多優勝馬 - 2勝
  - ヴィルシーナ（第8回・第9回）、ストレイトガール（第10回・第11回）
- 最多優勝騎手 - 4勝
  - クリストフ・ルメール（第12回・第15回・第16回・第20回）[注 3]
- 最年長優勝騎手 - 45歳11カ月29日
  - クリストフ・ルメール（第20回）[22]
- 最多優勝調教師 - 3勝
  - 藤原英昭 3勝（第3回・第10回・第11回）[注 4]
- 最多優勝馬主 - 4勝
  - （有）サンデーレーシング（第5回・第16回・第18回・第20回）
- 最多勝利種牡馬 - 4勝
  - フジキセキ（第2回・第3回・第10回・第11回）、 ディープインパクト（第8回・第9回・第13回・第16回）

### 払戻金
- 2015年のレースでは1着ストレイトガール（5番人気、鞍上・戸崎圭太）、2着ケイアイエレガント（12番人気、鞍上・吉田豊）、3着ミナレット（18番人気、鞍上・江田照男）となり、2017年12月時点で3連複で史上5位となる286万馬券、3連単で史上4位となる2070万馬券が発生した。
- 単勝の最低払戻金額は2021年グランアレグリアの130円[21]。